# Littleton (hrabstwo Grafton)
Littleton – jednostka osadnicza w Stanach Zjednoczonych, w stanie New Hampshire, w hrabstwie Grafton.